# Lijst van ministers van Jeugd van de Duitstalige Gemeenschap
Dit is een lijst van ministers van Jeugd in de regering van de Duitstalige Gemeenschap.

## Lijst
| Nr. | Minister | Minister                   | Partij | Partij | Begin            | Einde            | Regering(en)                   | Bevoegdheid |
| --- | -------- | -------------------------- | ------ | ------ | ---------------- | ---------------- | ------------------------------ | ----------- |
| 1   |          | Marcel Lejoly (1948)       |        | SP     | 30 januari 1984  | 11 november 1986 | Fagnoul                        | Jeugd       |
| 2   |          | Mathieu Grosch (1950)      |        | CSP    | 11 november 1986 | 13 november 1990 | Maraite I                      | Jeugd       |
| 3   |          | Bernd Gentges (1943)       |        | PFF    | 13 november 1990 | 13 juni 1995     | Maraite II                     | Jeugd       |
| 4   |          | Karl-Heinz Lambertz (1952) |        | SP     | 13 juni 1995     | 6 juli 1999      | Maraite III                    | Jeugd       |
| 5   |          | Hans Niessen (1950)        |        | Ecolo  | 6 juli 1999      | 6 juli 2004      | Lambertz I                     | Jeugdbeleid |
| 6   |          | Isabelle Weykmans (1979)   |        | PFF    | 6 juli 2004      | 1 juli 2024      | Lambertz II, III, Paasch I, II | Jeugd       |
| 7   |          | Gregor Freches (1962)      |        | PFF    | 1 juli 2024      | heden            | Paasch III                     | Jeugd       |